# Ctenopoma muriei
O Peixe Labirinto Ocelado (ou simplesmente "Peixe Labirinto") é um peixe de água-doce Perciforme da família Anabantiade. Ocorrem em locais pantanosos e artificiais de diversos locais da África, como Burundi, Etiópia, Quênia, Sudão do Sul, Tanzânia, Uganda, etc. Por essa vasta área geográfica, a espécie não encontra-se em risco de extinção, mesmo com a mineração sendo uma grande ameaça. Sua dieta consiste em larvas de insetos e crustáceos, sendo assim carnívoro. Foi avistado principalmente nos lagos Victoria e Tanganyika e do rio Rusizi. Não há dados sobre sua população. 